# ドイツの議会
ドイツの議会（ドイツのぎかい）は、ドイツ連邦共和国の立法府である。

## 概要
上院に相当する連邦参議院と下院に相当するドイツ連邦議会の両院で構成する。国民の直接選挙で選出されるのは連邦議会のみで、連邦参議院は連邦を構成する各州政府の代表者で構成される。

### 歴史上のドイツの議会
- 神聖ローマ帝国議会
- 国会 (ドイツ) - ドイツ国(Deutsches Reich)の議会
  - ドイツ帝国議会 - 帝政ドイツ時代の議会
  - 国会 (ヴァイマル共和政)（ドイツ語版） - ヴァイマル共和政の議会
  - 国会 (ナチス・ドイツ)（ドイツ語版）- ナチス・ドイツ時代の議会
- ドイツ民主共和国人民議会